# Ippachbach
Der Ippachbach, im Unterlauf Landgraben genannt, ist ein etwa sieben Kilometer langes Fließgewässer, das vom Ippachwald über Wolfurt ins Lauteracher Ried fließt und dort beim ORF-Sender Lauterach 100 m vor der denkmalgeschützten Senderbrücke von rechts in die Dornbirner Ach mündet. Er ist einer der größeren Bäche an der Westflanke des Schneiderkopfs (Lorenaberge) und kann bei extremem Starkregen zu Überflutungen in Wolfurt führen.

## Geographie

### Verlauf

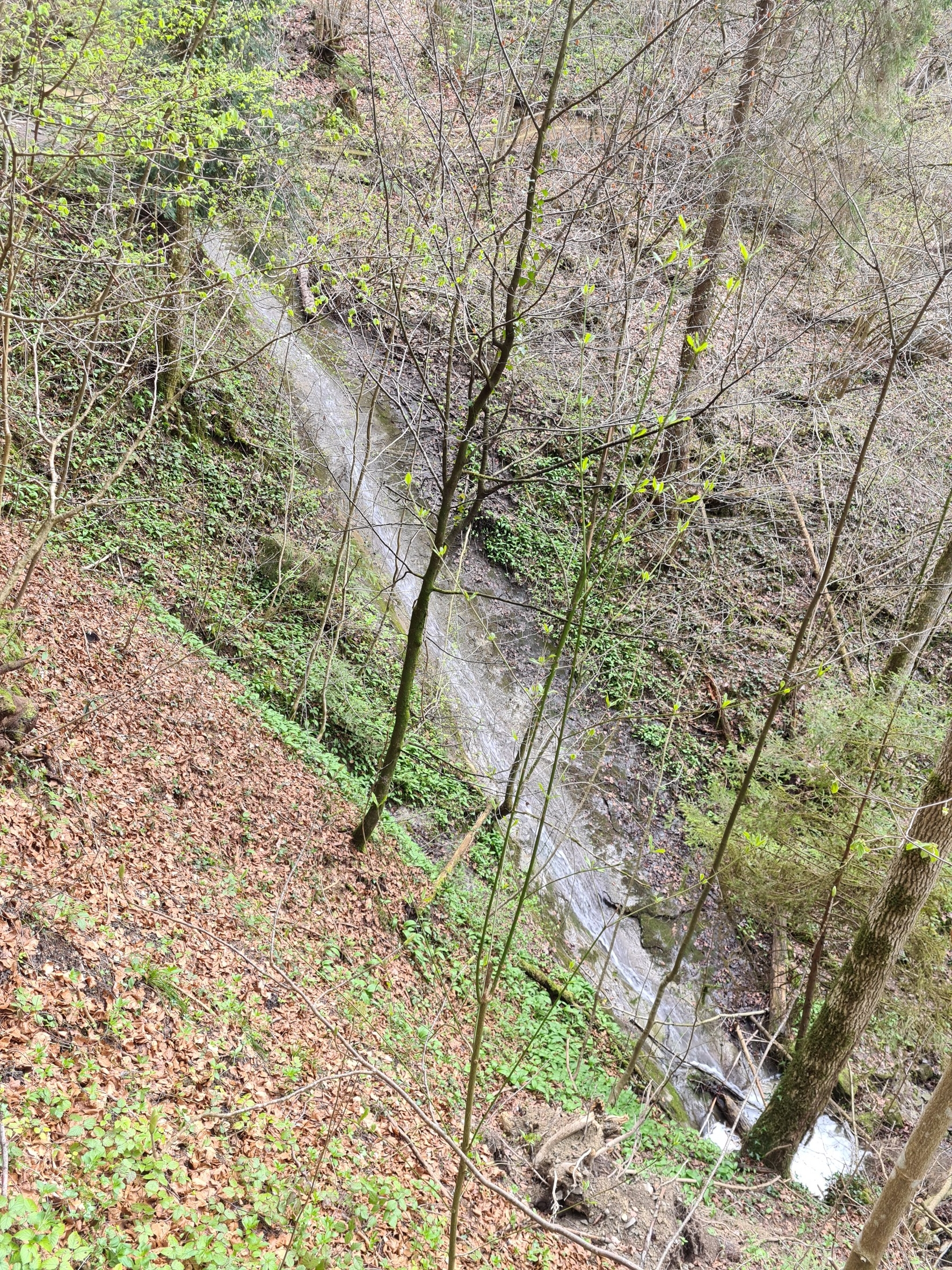
Der Ippachbach bei Gewässerkilometer 5,4 fällt steil bergab

Die Quelle liegt bei Gewässerkilometer 7,15 auf 735 m Höhe im Bildsteiner Ortsteil Bereuter am Rande des Ippachwaldes. Der Bach bildet sofort ein Tobel. Bei Gewässerkilometer 6,5 kreuzt der Fernwanderweg Maxiliansweg bzw. der Europafernwanderweg E5 den Bach mit einer Furt. Der Weg muss hier immer wieder saniert werden, da das Tobel steil und rutschig ist.
Bei Gewässerkilometer 5,5 quert der Wolfurter Höhenweg den Bach mit einer Brücke. Diese wurde bei Hochwasser immer wieder mal beschädigt oder weggerissen. Der Ippachbach fließt insgesamt 2,25 km durch ein immer tieferes Tobel durch den Ippachwald. Unterhalb von Schloss Wolfurt ist ein Staubecken, ab hier bei Gewässerkilometer 4,9 ist der Bach verrohrt.
Ab Gewässerkilometer 4 wurde der Bach renaturiert. Ab Gewässerkilometer 3,35 bei der Einmündung des Eulentobelbaches heißt das Gewässer Landgraben. Dieser ist unter dem Güterbahnhof Wolfurt nochmals verrohrt, ab Gewässerkilometer 2,6 ist er ein typischer großer Riedgraben mit einer Breite von zwei bis drei Metern, der durch das Europaschutzgebiet Soren, Gleggen–Köblern, Schweizer Ried und Birken–Schwarzes Zeug fließt und in die Dornbirner Ach mündet.

### Zuflüsse
Im Ippachwald gibt es mehrere kleine namenlose Gerinne, die links und rechts in den Ippachbach münden.
Im Bereich der Verrohrung, im Zentrum von Wolfurt, bei Gewässerkilometer 4,55 ist der linke Zufluss des ebenfalls verrohrten Himmelreichbaches.
Im renaturierten Bereich bei Gewässerkilometer 3,67 mündest von rechts der Tobelbach, bei Gewässerkilometer 3,35 von links des Eulentobelbaches, der weiter oben bereits den Bannholzbach aufgenommen hat. Ab hier heißt der Ippachbach Landgraben.
Bei Gewässerkilometer 2,85 direkt vor dem Güterbahnhof Wolfurt (Terminal Wolfurt) kommt von links der Untere Rickenbach (nicht zu verwechseln mit dem wesentlich größeren Rickenbach, der in die Schwarzach fließt).
Der Landgraben ist unterhalb des Güterbahnhofs verrohrt, danach kommt von links der Holzriedgraben bei Gewässerkilometer 2,5 und ebenfalls von links der Zielgraben bei Gewässerkilometer 1.

## Gefahrenzonen
Eine rote Gefahrenzone besteht von der Brücke des Wolfurter Höhenweges bis zum Beginn der Verrohrung. Hier ist die Schlucht tief und sehr steil, die Hänge können bei Starkregen zu Erdrütschen und Vermurungen führen, die wiederum zu Überschwemmungen in Wolfurt führen können. Daran anschließend folgt eine gelbe Gefahrenzone, die nördlich bis zur Glockengasse und Moosmahdgasse, westlich bis zur Autobahn A 14 und dem Martinsweg und südlich bis zur Wälderstraße geht. Zusammen mit den Gefahrenzonen der anderen Bäche sind große Teile vom Wolfurter Siedlungsgebiet gelbe Gefahrenzone.
2012 wurde eine wissenschaftliche Hochwassersimulierung mit Schwerpunkt Güterbahnhof durchgeführt. Darauf aufbauend wurden die Hochwasserschutzmaßnahmen verbessert.
Am 22. August 2022 überfluteten diese Bäche trotz jahrelanger Hochwasserschutzmaßnahmen große Teile des Siedlungsgebietes in Wolfurt mit Wasser und Schlamm. In 24 Stunden fielen 200 Liter Regen. Solche Extremereignisse werden durch den Klimawandel immer häufiger.

## Renaturierung, Biotope und Naturschutzgebiete
Im Räumlichen Entwicklungsplan Wolfurt vom 27. Juni 2022 werden geplante Schutzmaßnahmen gegen die Auswirkungen von Starkregen vorgestellt, unter anderem der weitere Ausbau der Renaturierung des unteren Ippachbaches. Ziele dabei sind die Erhöhung der Artenvielfalt, Grundwasserschutz, Kühlung, Aufenthaltsqualität und die Schaffung von Retentionsflächen bei Starkregen.
Das Tobel von der Quelle bis zur Furt bei Gewässerkilometer 6,5 ist ein Teil eines Biotops, (Biotop 20506) das zu den Gemeinden Bildstein und Wolfurt gehört. Hier gibt es stark gefährdete Pflanzen: Traubeneiche (Quercus petraea), Kurzähren-Segge (Carex brachystachys), Frauenschuh (Cypripedium calceolus), Stechlaub (Ilex aquifolium), Mondviole (Lunaria rediviva) und Eibe (Taxus baccata). Es ist auch ein wichtiges Ruhegebiet für das Wild. Das Totholz ist ein wertvoller Lebensraum für Spechte, Nachtgreife und totholzbesiedelnde Insekten.

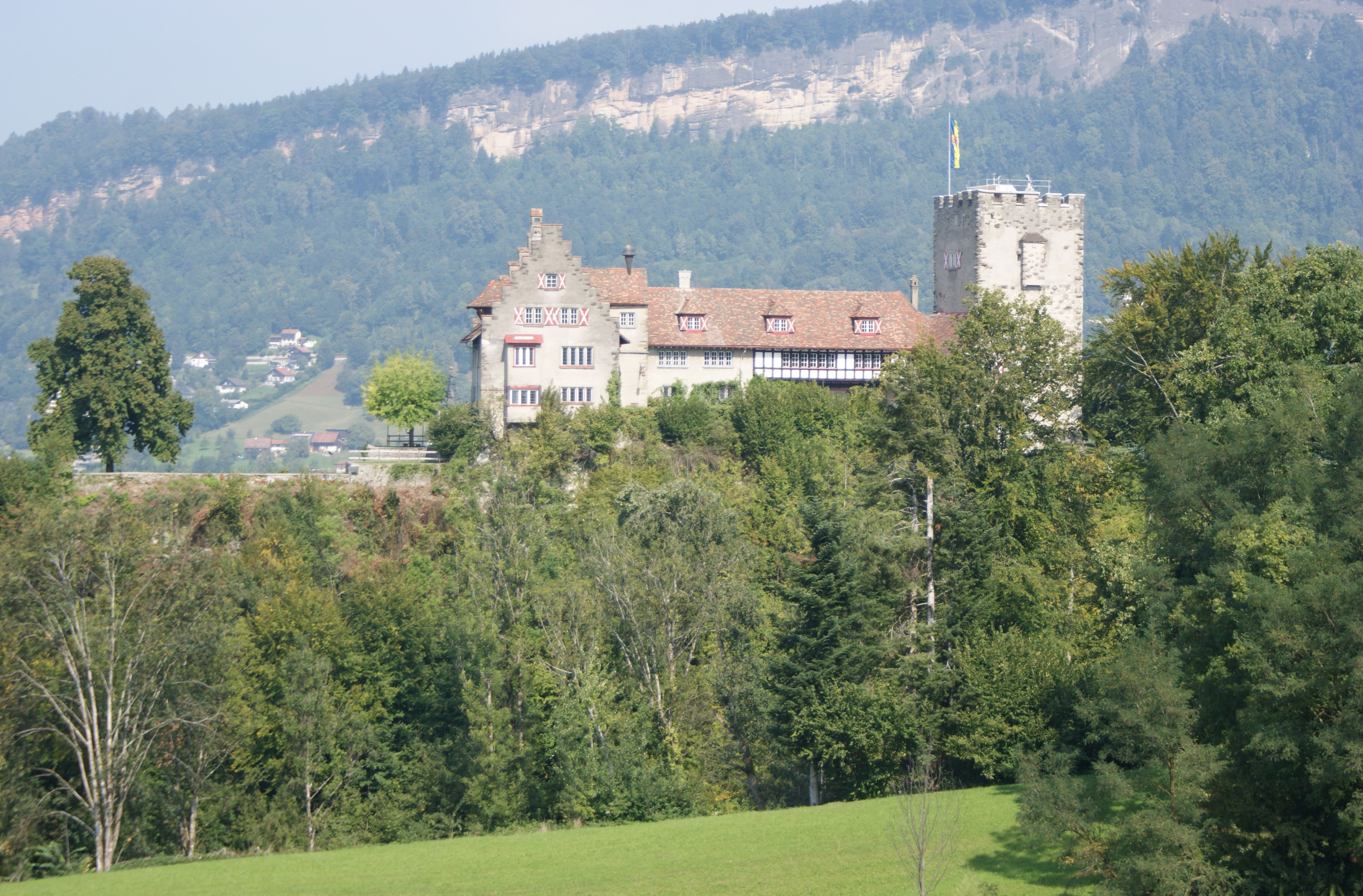
Tobel des Ippachbaches unter dem Schloss, Schloss Wolfurt, hinten das Känzele (Gebhardsberg)

Von Gewässerkilometer 5,1 bis zur ersten Verrohrung ist die Schlucht ebenfalls ein Biotop: Tobelwald unter Schloss Wolfurt (Biotop 24011). Auch hier gibt es zahlreiche gefährdete Pflanzen: Hainbuche (Carpinus betulus), Zweikern-Weißdorn (Crataegus laevigata), Bergulme (Ulmus glabra), Gefleckter Aronstab (Arum maculatum), Hänge-Segge (Carex pendula), Flügel-Johanniskraut (Hypericum tetrapterum), Erd-Primel (Primula vulgaris), Gewöhnlicher Kreuzdorn (Rhamnus cathartica), Kriech-Rose (Rosa arvensis) und Pimpernuss (Staphylea pinnata). Durch die vielen Wasserflächen und den zugänglichen Wald gibt es hier besonders viele Erdkröten.
Bei Gewässerkilometer 2,85 befindet sich ein kleines Biotop vor dem Bahndamm.
Das Großraumbiotop Wolfurter Rieder (Biotop 24001) beherbergt 29 gefährdete Pflanzenarten der Roten Liste Vorarlberg, darunter zahlreiche Orchideen. Auch gibt es hier seltene und bedrohte Vogelarten, etwa den Wachtelkönig (Crex crex) und den Brachvogel (Numenius arquata), die beide hier brüten. In den Gräben bei Birken kommt der Kammmolch (Triturus cristatus) vor.
Im Europaschutzgebiet Soren, Gleggen-Köblern, Schweizer Ried und Birken-Schwarzes Zeug bildet der Landgraben die Grenze zwischen den Landschaftsteilen Soren und Birken.